# Quercus faxonii
Quercus faxonii är en bokväxtart som beskrevs av William Trelease. Quercus faxonii ingår i släktet ekar, och familjen bokväxter. Inga underarter finns listade.